# Bariro (Venezuela)
Pour les articles homonymes, voir Bariro.
Bariro est la capitale de la paroisse civile de Bariro de la municipalité de Buchivacoa de l'État de Falcón au Venezuela.